# Triandria
Triandria (Grieks: Τριανδρία) is een deelgemeente (dimotiki enotita) van de gemeente (dimos) Thessaloniki, in de Griekse bestuurlijke regio (periferia) Centraal-Macedonië. De plaats telt 11.289 inwoners.

## Bevolkingsgroei
| Jaar | Bevolking |
| ---- | --------- |
| 1991 | 11.822    |
| 2001 | 11.289    |

## Parnerstad
- Maasmechelen (België)